# 시셀웨니구

시셀웨니 구

시셀웨니구(영어: Shiselweni Region)는 에스와티니 남서부에 위치한 구로 행정 중심지는 은랑가노이며 면적은 3,790km2, 인구는 208,454명(2007년 기준)이다. 북동쪽으로는 루봄보 구, 북서쪽으로는 만지니 구와 접하며 14개 군을 관할한다.